# Enhanced X-ray Timing and Polarimetry mission
eXTP (acronyme de enhanced X-ray Timing and Polarimetry Mission) est un observatoire spatial à rayons X sino-européen qui a pour objectif d'analyser l'état de la matière dans des conditions extrêmes rencontrées notamment dans les trous noirs ou les étoiles à neutrons. Pour remplir sa mission, le satellite d'environ 4,5 tonnes emporte quatre instruments capables d'observer les rayons X durs dont l'énergie est comprise entre 0,2 et 10 keV. Deux d'entre eux sont hérités de la mission LOFT ayant échoué lors de la sélection de la mission M3 du programme européen Cosmic Vision. Si la mission est financée, le lancement est envisagé en 2025.

## Contexte
Le projet eXTP résulte de la fusion de deux projets. Le projet chinois X-ray Timing and Polarimetry mission (XTP) est sélectionné en 2011 par l'Académie des sciences chinoise pour une première étude (Phase 0/A). À la même époque, le projet de télescope X LOFT est proposé pour la mission M3 du programme Cosmic Vision de l'Agence spatiale européenne. En 2014 un projet concurrent lui est préféré. À la suite de cet échec, l'équipe projet du consortium européen de LOFT et l'équipe chinoise de XTP fusionnent leurs projets. Le nouveau consortium est dirigé par l'Institut des Hautes Énergies (IHEP) de l'Académie des sciences chinoises et comprend plusieurs universités chinoises ainsi que des centres de recherche d'une dizaine de pays européens. Une phase d'étude plus détaillée a été entamée en 2017 et une décision de financement devrait être prise fin 2019. 

## Objectifs scientifiques
Les objectifs scientifiques de la mission eXTP sont d'observer les trous noirs, les étoiles à neutrons pour comprendre la physique dans des conditions de gravité, magnétisme et densité extrêmes.

## Caractéristiques de l'observatoire spatial
eXTP est un satellite de 4,5 tonnes stabilisé 3 axes dont l'énergie est fournie par des panneaux solaires déployés dans l'espace. Le satellite est organisé autour du tube du télescope qui relie d'une part le banc optique MAM (pour Mirror Assembly Module) qui comprend les miroirs des instruments SFA et PFA ainsi que les viseurs d'étoiles, et d'autre part le module contenant le plan focal FPM (Focal Plane Module). Les capteurs de l'instrument LAD sont déployés en orbite et forment deux ensembles de panneaux situés de part et d'autre du tube du télescope. Le transfert des données doit s'effectuer en bande Ka avec un débit supérieur à 2250 mégabits par seconde (éventuellement en bande X avec un débit de 600-900 mégabits par seconde). Le volume de données transmis au sol est supérieurs à 3,2 térabits par jour.

## Instruments
La charge utile de eXTP est constituée de quatre instruments dont deux sont développés par la Chine (SFA et PMA) et deux (LAD et WFM) sont issus du projet LOFT recalé lors de la sélection de la mission M3 du programme Cosmic Vision de l'Agence spatiale européenne :
- SFA (Spectroscopic Focusing Array) est constitué de 9 télescopes de type Wolter 1 permettant d'observer le rayonnement X dans les longueurs d'onde comprises entre 0,5 et 10 keV. La surface totale du collecteur est de 7 400 cm² La longueur focale est de 5,25 mètres. Le champ de vue est de 12 × 12 minutes d'arc. La résolution spectrale est de 180 eV pour un rayonnement de 6 keV. La résolution angulaire est de 1 minute d'arc. La résolution temporelle est de 10 microsecondes.
- PFA (Polarimetry Focusing Array) est constitué de 4 télescopes de type Wolter 1 permettant d'observer le rayonnement dont l'énergie est compris entre 2 et 8 keV. Le champ de vue est de 8 × 8 minutes d'arc. La résolution spectrale est < 18% pour un rayonnement de 6 keV. La résolution angulaire est de 30 secondes d'arc. La résolution temporelle est inférieure à 500 microsecondes.
- LAD (Large Area Detector) est un instrument composé de détecteurs couvrant une surface effective de 18 m2 permettant d'observer des particules dont l'énergie est comprise entre 2 et 50 keV et d'en mesurer l'énergie avec une précision inférieure à 260 eV (pour une particule ayant une énergie de 6 keV). Le champ de vue est de 40 × 40 minutes d'arc. Les détecteurs sont une extrapolation de ceux mis au point pour l'expérience ALICE de l'accélérateur de particules LHC  du CERN
- WFM (Wide Field Monitor) a un champ de vue de 180°x 90° et dispose d'une surface collectrice de 0,146 m2 et permet d'observer des particules ayant une énergie comprise entre 2  et   50 keV et d'en mesurer l'énergie avec une précision inférieure à 500 eV (pour une particule ayant une énergie de 6 keV). Sa résolution angulaire est inférieure à 5  minutes d'arc.

## Déroulement de la mission
Le satellite doit être placé sur une orbite terrestre basse quasi équatoriale à une altitude de 550 km avec une inclinaison orbitale inférieure ou égale à 2,5°. Le satellite est conçu pour être lancé par une fusée chinoise Longue Marche 7 depuis la base de lancement de Wenchang. La Chine est responsable du lancement du satellite et du contrôle au sol. 